# Похититель велосипедов
«Похититель велосипедов» (фр. Le Voleur de bicyclette, 1905) — французский немой короткометражный художественный фильм Андре Эзе.

## Сюжет
Человек оставляет велосипед у театра. Молодой проходимец хватает его велосипед и убегает. Расклейщик афиш, который это видел, подаёт знак автомобилисту. Оба бросаются вдогонку за вором.
К двум преследователям вскоре присоединяется кормилица, толкающая перед собой детскую коляску, факир, торговка с корзиной, человек с коробом, продавщица зелени, маленький пирожник, всадник, осел, наконец, погоня превращается в бешеное преследование.
В конце концов, вор бросается в реку, увлекая за собой всех преследователей.